# Cheumatopsyche thaba
Cheumatopsyche thaba là một loài Trichoptera trong họ Hydropsychidae. Loài này komt voor in het Afrotropisch en het vùng cổ bắc giới.